# Teorema Bapat-Beg
En teoría de la probabilidad, el teorema Bapat-Beg da la distribución de probabilidad conjunta de estadísticos de orden independientes, pero no necesariamente de variables aleatorias idénticamente distribuidas en términos de las funciones de distribución acumulada de las variables aleatorias. Bapat y Beg publicaron el teorema en 1989, aunque no dieron demostración de ese resultado. En 1994, Hande dio una demostrción sencilla del teorema.
A menudo, todos los elementos de la muestra se obtienen de la misma población y por lo tanto tienen la misma distribución de probabilidad. El teorema Bapat-Beg describe las estadísticas de orden cuando se obtiene cada elemento de la muestra a partir de una diferente población estadística y por lo tanto tiene su propia distribución de probabilidad.

## Presentación del teorema
Sea {\displaystyle X_{1},X_{2},\ldots ,X_{n}} variables aleatorias reales independientes con funciones de distribución acumulativa respectivamente {\displaystyle F_{1}(x),F_{2}(x),\ldots ,F_{n}(x)}. Escribe {\displaystyle X_{(1)},X_{(2)},\ldots ,X_{(n)}}  para las estadísticas de pedido. Entonces la distribución de probabilidad de {\displaystyle n_{1},n_{2},\ldots ,n_{k}}  estadísticas de pedidos (con {\displaystyle n_{1}<n_{2}<\cdots <n_{k}} and {\displaystyle x_{1}<x_{2}<\cdots <x_{k}}) es
{\displaystyle {\begin{aligned}F_{X_{(n_{1})},\ldots ,X_{(n_{k})}}(x_{1},\ldots ,x_{k})&=\Pr(X_{(n_{1})}\leq x_{1}\land X_{(n_{2})}\leq x_{2}\land \cdots \land X_{(n_{k})}\leq x_{k})\\&=\sum _{i_{k}=n_{k}}^{n}\cdots \sum _{i_{2}=n_{2}}^{i_{3}}\sum _{i_{1}=n_{1}}^{i_{2}}{\frac {P_{i_{1},\ldots ,i_{k}}(x_{1},\ldots ,x_{k})}{i_{1}!(i_{2}-i_{1})!\cdots (n-i_{k})!}},\end{aligned}}}
donde:
{\displaystyle {\begin{aligned}&P_{i_{1},\ldots ,i_{k}}(x_{1},\ldots ,x_{k})={}\\[5pt]&\operatorname {per} {\begin{bmatrix}F_{1}(x_{1})\cdots F_{1}(x_{1})&F_{1}(x_{2})-F_{1}(x_{1})\cdots F_{1}(x_{2})-F_{1}(x_{1})&\cdots &1-F_{1}(x_{k})\cdots 1-F_{1}(x_{k})\\F_{2}(x_{1})\cdots F_{2}(x_{1})&F_{2}(x_{2})-F_{2}(x_{1})\cdots F_{2}(x_{2})-F_{2}(x_{1})&\cdots &1-F_{2}(x_{k})\cdots 1-F_{1}(x_{k})\\\vdots &\vdots &&\vdots \\\underbrace {F_{n}(x_{1})\cdots F_{n}(x_{1})} _{i_{1}}&\underbrace {F_{n}(x_{2})-F_{n}(x_{1})\cdots F_{n}(x_{2})-F_{n}(x_{1})} _{i_{2}-i_{1}}&\cdots &\underbrace {1-F_{n}(x_{k})\cdots 1-F_{n}(x_{k})} _{n-i_{k}}\end{bmatrix}}\end{aligned}}}
es el permanente de la matriz por bloques dada. (Las cifras debajo de los tirantes muestran el número de columnas.)

### Caso independiente distribuido de forma idéntica
En el caso cuando las variables {\displaystyle X_{1},X_{2},\ldots ,X_{n}} son independientes e idénticamente distribuidos con la función de distribución de probabilidad acumulativa {\displaystyle F_{i}=F} para todo i lo que el teorema se reduce a:
{\displaystyle {\begin{aligned}&F_{X_{(n_{1})},\ldots ,X_{(n_{k})}}(x_{1},\ldots ,x_{k})\\[8pt]={}&\sum _{i_{k}=n_{k}}^{n}\cdots \sum _{i_{2}=n_{2}}^{i_{3}}\sum _{i_{1}=n_{1}}^{i_{2}}m!{\frac {F(x_{1})^{i_{1}}}{i_{1}!}}{\frac {(1-F(x_{k}))^{m-i_{k}}}{(m-i_{k})!}}\prod \limits _{j=2}^{k}{\frac {\left[F(x_{j})-F(x_{j-1})\right]^{i_{j}-i_{j-1}}}{(i_{j}-i_{j-1})!}}.\end{aligned}}}

### Observaciones
- No se necesita asumir la continuidad de las funciones de distribución acumulativa.[2]
- Si no se imponen las desigualdades x1 < x2 < ... < xk, algunas de las desigualdades "pueden ser redundantes y la probabilidad puede evaluarse después de hacer la reducción necesaria".[1]